# Rue Couche
La rue Couche est une voie du 14e arrondissement de Paris, en France.

## Situation et accès
La rue Couche est une voie publique située dans le 14e arrondissement de Paris. Elle débute au 57, rue d'Alésia et se termine au 12, rue Sarrette.

## Origine du nom
Elle porte le nom de l'ingénieur en chef du service des eaux de la Ville de Paris, Édouard Couche, (1832-1889), en raison du voisinage des réservoirs de la Vanne et du Loing.

## Historique
La voie est ouverte par la Ville de Paris en 1881 et prend sa dénomination par arrêté du 18 avril 1890.